# Silent Hill 2
Silent Hill 2 (サイレントヒル2?, Sairento Hiru 2) è un videogioco di genere survival horror pubblicato nel 2001 per PlayStation 2. Secondo capitolo della serie di videogiochi Silent Hill, è stato successivamente distribuito per Xbox e Microsoft Windows. Una versione ad alta definizione è stata sviluppata nel 2012 e pubblicata per PlayStation 3 e Xbox 360. Un remake del gioco è stato pubblicato per PlayStation 5 e personal computer nell'ottobre 2024, sviluppato da Bloober Team e annunciato da Konami nell'ottobre 2022.
Il videogioco non costituisce un sequel diretto di Silent Hill, sebbene sia ambientato nella città di Silent Hill, già teatro degli avvenimenti del primo titolo della serie. Silent Hill 2 introduce il personaggio di Pyramid Head, riutilizzato e successivamente rielaborato in Silent Hill: Homecoming e nei lungometraggi Silent Hill e Silent Hill: Revelation 3D.
Silent Hill 2 è stato accolto positivamente sia dal pubblico sia dalla critica. Ad un mese dall'uscita il gioco ha raggiunto il milione di copie vendute, la maggior parte delle quali distribuite nell'America settentrionale. Nonostante le critiche sul sistema di controllo, le recensioni hanno lodato l'atmosfera, la grafica, la trama e il design dei mostri. È stato inoltre posto particolare rilievo sui temi della storia.
Le vicende narrate ruotano attorno a James Sunderland. James giunge a Silent Hill dopo aver ricevuto una lettera inspiegabile, redatta da Mary Sheperd, la moglie defunta tre anni prima. Una volta giunto al parco, incontra Maria, una spogliarellista che somiglia a Mary, ma ne differisce nel carattere, oltre che nell'abbigliamento. Maria accompagna James nella ricerca di Mary e del "posto speciale" a cui allude nella sua lettera.

## Trama

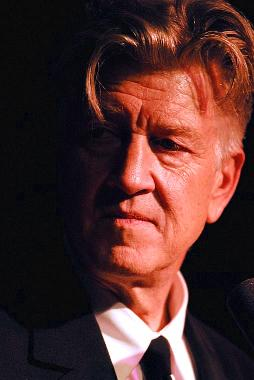
La trama di Silent Hill 2 ha molti punti di contatto con Strade perdute di David Lynch

James Sunderland è un uomo comune che ha ricevuto una lettera molto criptica scritta da sua moglie Mary Shepherd, nonostante la donna sia deceduta tre anni prima. Cercando una spiegazione a questa lettera inspiegabile, James si reca a Silent Hill utilizzando la sua auto. Tuttavia, giunto a Nathan Avenue, si accorge che il luogo è abbandonato. Lascia la sua macchina e si inoltra in città. Attraversando il cimitero incontra Angela, una giovane ragazza a cui chiede indicazioni per Silent Hill.
In città James inizia a notare le prime stranezze della cittadina, come la presenza costante di una fitta nebbia che sembra avvolgere la città nella sua interezza. Dopo aver incontrato il primo mostro, trova le chiavi degli Appartamenti Wood Side. Qui incontra per la prima volta Eddie e Laura, una bambina di otto anni che sembra conoscere Mary. Una volta raggiunto il parco, James incontra Maria, una spogliarellista fisicamente uguale a Mary, che lo accompagnerà nella ricerca di Laura.
Una volta giunti all'ospedale Brookhaven, James viene inseguito da Pyramid Head, un mostro che ucciderà ripetutamente Maria. Uscito dall'ospedale, l'intera città sarà immersa nelle tenebre. James decide quindi di recarsi all'albergo sul lago. Deve tuttavia attraversare la prigione Toluca e il labirinto dove vive Pyramid Head. Dopo aver affrontato Eddie, all'interno della stanza dell'hotel trova una videocassetta in cui assiste all'omicidio di Mary. James si rende conto che è lui l'assassino di sua moglie.
Una volta resosi conto della verità, James deve affrontare i mostri del suo passato che si palesano in due Pyramid Head, creati dalla sua mente allo scopo di punirlo per i suoi peccati. La prova finale di James è lo scontro con la versione demoniaca di Mary sul tetto dell'albergo.

### Finali
In Silent Hill 2 sono presenti sei differenti finali. Quattro finali sono ottenibili completando la storia, sebbene uno di essi sia disponibile solamente nella modalità Replay. Dei due finali bonus, uno è presente solamente nella versione per Xbox. I finali sono denominati:
- Maria
- In Water
- Rebirth
- Leave
- Dog
- UFO

Nel corso di un'intervista il Team Silent ha affermato che ogni finale è da considerarsi una delle possibili conclusioni della vicenda.

#### Maria
Dopo aver ucciso Mary per la seconda volta, James ritorna nel parco ed incontra nuovamente Maria. James sembra essere felice del fatto che la donna lo stesse attendendo. Maria chiede a James se ha nuovamente assassinato la moglie e l'uomo elude la domanda, lasciando tuttavia intendere la risposta.
Maria consegna la lettera di Mary a James e, dopo la lettura, James e Maria tornano al punto iniziale dell'avventura. Maria ha un attacco di tosse, ma James la rassicura, dicendole che deve riguardarsi. La sequenza allude al fatto che James sembra essere condannato a ripetere le sue azioni e Maria è destinata a seguire il destino di Mary.

#### In Water
In questo finale James e Mary possono parlare per l'ultima volta. Lei è distesa sul letto e tenta di confortare il marito, distrutto per ciò che ha commesso. Mary consegna la lettera a James che, dopo averla letta, capisce perché si è recato a Silent Hill. L'uomo decide di salire in macchina e suicidarsi gettandosi nel lago Toluca, per raggiungere la sua amata.

#### Rebirth
Dopo aver ucciso Mary, James sale sulla barca che ha utilizzato per raggiungere l'Hotel e si reca sulla piccola isola al centro del lago Toluca. Dalle sue parole è evidente che utilizzerà alcuni degli oggetti raccolti per compiere un oscuro rituale di resurrezione. Il finale potrebbe essere un riferimento a Pet Sematary, citato più volte nel corso della serie.

#### Leave
James parla per l'ultima volta con la moglie, distesa sul letto. Parte del dialogo è simile al finale In Water, tuttavia l'uomo ammette di odiare Mary. La donna rassicura il marito, lo perdona e lo esorta a vivere la sua vita. Dopo la lettura della lettera, James si allontana dalla città attraversando il cimitero di Silent Hill insieme a Laura.

#### Dog e UFO
Il finale Dog è un inside joke. James scopre che l'intera vicende è architettata da uno shiba. Il cane si trova in una stanza dell'hotel davanti a una lunga serie di monitor in cui compaiono le immagini di James e Maria.
Nel finale UFO James incontrerà Harry Mason, protagonista di Silent Hill, e verrà rapito da un alieno.

## Modalità di gioco
Il personaggio giocante è James Sunderland. Silent Hill 2 usa una telecamera in terza persona. Sono presenti numerosi enigmi che spesso richiedono la combinazione di vari oggetti, recuperati grazie all'aiuto delle mappe che si raccolgono nel corso del gioco, che indicano le stanze visitate e le porte bloccate. Rispetto al capitolo precedente, i mostri hanno sembianze umane. Le creature sono rappresentazioni fisiche del subconscio di James.
A partire dalla versione per Xbox è possibile controllare il personaggio di Maria nello scenario Born from a Wish.

## Personaggi

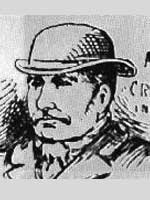
Il nome del protagonista deriva da uno degli uomini sospettati di essere Jack lo squartatore

- James Sunderland (Guy Cihi[24]) - 29 anni, impiegato. È il protagonista di Silent Hill 2.[15][25] Riceve una lettera, scritta dalla moglie Mary, deceduta tre anni prima. Con la speranza di incontrarla viva, si reca a Silent Hill.[26] Il suo nome è un derivativo di Joseph, basato su Joseph Barnett, sospettato di essere Jack lo squartatore.[15][25] È il figlio di Frank Sunderland, custode degli appartamenti South Ashfield in Silent Hill 4: The Room.[27]
- Mary Sheperd-Sunderland (Monica Taylor Horgan) - Casalinga, morta tre anni prima degli eventi narrati, all'età di 25 anni.[15][25] Scomparsa per una malattia rara e fatale, ha visitato la città di Silent Hill con James.[26] La sua lettera si rivela essere un'illusione.[15][25] Il suo nome deriva da Mary Jane Kelly.[15][25]
- Maria (Monica Taylor Horgan) - Lavora come spogliarellista all'Heaven's Night.[15][25] È identica nell'aspetto a Mary, tuttavia non è la sua sorella gemella.[28] Il carattere e l'abbigliamento di Maria riflettono il disturbo di personalità di Mary.[15][25] Tra le fonti d'ispirazione per Maria figurano la cantante Christina Aguilera e l'attrice Cameron Diaz.[29][30]
- Angela Orosco (Donna Burke) - Ragazza mentalmente instabile, è la prima persona che James incontra a Silent Hill.[31] È fuggita di casa a causa degli abusi dal padre e si trova in città per cercare la madre. Il suo nome, oltre all'etimologia di Angela, allude alla protagonista di The Net - Intrappolata nella rete.[15][25]
- Eddie Dombrowski (David Schaufele) - Un ragazzo dal carattere difficile che, a causa degli insulti e delle umiliazioni subite per il suo aspetto fisico, sviluppa una personalità aggressiva che lo condurrà addirittura ad uccidere. Il suo nome deriva da Eddie Murphy.[15][25]
- Laura (Jacquelyn Breckenridge) - Una bambina dispettosa di otto anni che ha conosciuto Mary in ospedale e ne è diventata amica. È ispirata alla protagonista di No Language But A Cry di Richard D'Ambrosio.[15][25]
- Ernest Baldwin (Ward E. Sexton) - Presente in Born from a Wish, dove non appare di persona.[7] Vive confinato nella sua abitazione a Silent Hill. Chiede a Maria di recuperare un oggetto.[32] L'uomo progetta un rituale esoterico per riportare in vita la figlia Amy, scomparsa all'età di sei anni.

## Creature

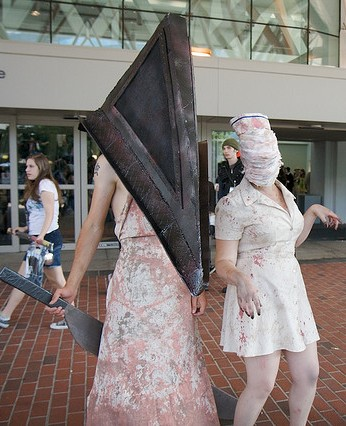
Cosplay di Pyramid Head e di un Nurse Demon

Nel corso della sua visita a Silent Hill, James incontrerà alcune creature grottesche. La caratteristica che accomuna tutti i mostri è l'incessante ricerca di vittime.
- Patient Demon o Lying Creature - James incontra queste creature una volta giunto nelle strade di Silent Hill. Il suo aspetto ricorda quello di un paziente di un manicomio dotato di una camicia di forza fatta di carne che ne riveste le braccia e la testa. Quando è in piedi e percepisce una fonte di luce o di calore, colpisce spruzzando un acido dalla porzione superiore del corpo.[33] Rappresenta la sofferenza del protagonista.[15][34]
- Mannequin - Manichino dalle fattezze femminili, privo di testa e con un paio di gambe al posto degli arti superiori.[35] Si può incontrare negli Appartamenti o nell'Hotel, reagisce alla luce ed è semplice evitarlo. Rappresenta i desideri sessuali di James e viene quindi violentato da Pyramid Head.[15][34] Sebbene i manichini ricordino le opere di Hans Bellmer, Masahiro Ito ha dichiarato di essersi ispirato a mostri del folclore giapponese.[29][36]
- Nurse Demon o Bubble Head Nurse - Creatura senza volto dall'aspetto simile ad un'infermiera. Si incontra principalmente nell'ospedale di Brookhaven e successivamente nelle strade della città. È armata di un'asta di ferro, simile a quella utilizzata da James.[37] Chiaro riferimento alla degenza ospedaliera di Mary, originariamente doveva essere dotata di un palo da flebo.[15][34]
- Giant Roach o Creeper - Grosso scarafaggio di colore giallo e delle dimensioni di un piede umano. Diffuso in tutta la città, tende ad attaccare solo quando si trova in spazi ristretti.[38] Appare anche nel primo capitolo della serie.[15][34]
- Underhanger o Mandarin - Nel Labirinto e nell'Albergo è possibile trovare questa creatura appesa sotto il pavimento, in presenza di grate metalliche. Attacca con i suoi tentacoli quando si trova esattamente sotto James.[39] Simboleggia l'angoscia di James, per questo motivo è un mostro destinato ad essere confinato sotto il terreno.[15][34]
- Doorman o Abstract Daddy - Creatura dall'aspetto di una porta dotata di protuberanze umane. La prima volta che s'incontra è un boss che si affronta al termine del Labirinto.[40] È un mostro generato dalla psiche di Angela.[15][34]
- Il prigioniero - Creatura non direttamente visibile nel gioco. La sua esistenza è dimostrata dal fatto che, puntando un'arma in direzione di una delle celle, da cui sembrano provenire lamenti, è possibile uccidere la creatura. Una volta colpita a morte, i rumori cesseranno e una macchia di sangue si allargherà sul pavimento.[15][34]

### Boss
- Pyramid Head o Red Pyramid Thing[41] - È il boss principale di Silent Hill 2 e s'incontra numerose volte nel corso del videogioco. Attacca utilizzando un grosso coltello o una picca.[15][34] Originariamente concepito come un mostro senza volto, viene in seguito dotato di una testa dotata di una struttura piramidale, da cui deriva il suo nome. Negli Appartamenti Blue Creek viene rappresentato in un contesto sessuale con due Mannequin.[42] La sirena di Silent Hill interrompe il suo primo scontro con James.[43] Dopo un incontro con Pyramid Head sul tetto dell'ospedale,[44] il mostro darà la caccia a Maria.[15][34][45] Nonostante James visiti la tana della creatura, l'uomo uscirà indenne dal labirinto.[46] Al termine del gioco dovrà affrontare due Pyramid Head all'interno dell'hotel.[47]
- Hangers o Flesh Lips - Mostri presenti nell'ospedale. Sono composti da una massa di carne racchiusa in una gabbia di ferro che pende dal soffitto. Le loro fauci sono posizionate all'altezza dell'addome. Le "labbra di carne" posizionate in una struttura a forma di letto simboleggiano Mary.[15][34]
- Doorman Boss - È il boss del Labirinto. Simile al Doorman, è legato al passato di Angela.[15][34]
- Mary - Forma demoniaca della moglie di James: è orrendamente sfigurata e rinchiusa in un letto. Il suo aspetto ricorda quello dei Flesh Lips.[48]

## Armi e oggetti
Nel corso del gioco James raccoglierà due tipi d'armi: armi da combattimento e armi da fuoco.
Mazza di legnoPrima arma raccolta da James. È un comune bastone di legno con chiodi ad una delle estremità.
Tubo di ferroTubo di ferro piuttosto lungo. Più veloce della mazza, è reperibile nella stazione di servizio.
Coltello di Pyramid HeadArma da taglio trovata da James all'interno del Labirinto. Il suo peso rende difficoltosi i movimenti.
MotosegaUna volta completato il gioco è possibile ottenere una motosega. Molto lenta e difficile da usare.
Hyper SprayDopo aver completato due volte il gioco, sarà possibile raccogliere spray in grado di paralizzare i nemici. L'utilizzo di quest'arma danneggia James.
Al contrario delle armi da combattimento, le armi da fuoco richiedono munizioni per essere utilizzate.
Pistola 9mmPistola automatica ritrovata nella stanza 301 degli Appartamenti Wood Side.
DoppiettaFucile a pompa dotato di sei cartucce. Arma pesante e dotata di rinculo, è lenta e imprecisa. James trova il fucile al secondo piano dell'ospedale Brookhaven.
CarabinaMolto preciso e potente, ha solamente quattro cartucce e durante l'avventura James incontrerà poche munizioni. Si trova nella prigione Toluca.
Oltre alle munizioni per pistola, doppietta e carabina, James potrà raccogliere tre tipi di oggetti: Bevanda salutare, Kit di pronto soccorso e Fiala.

## Silent Hill

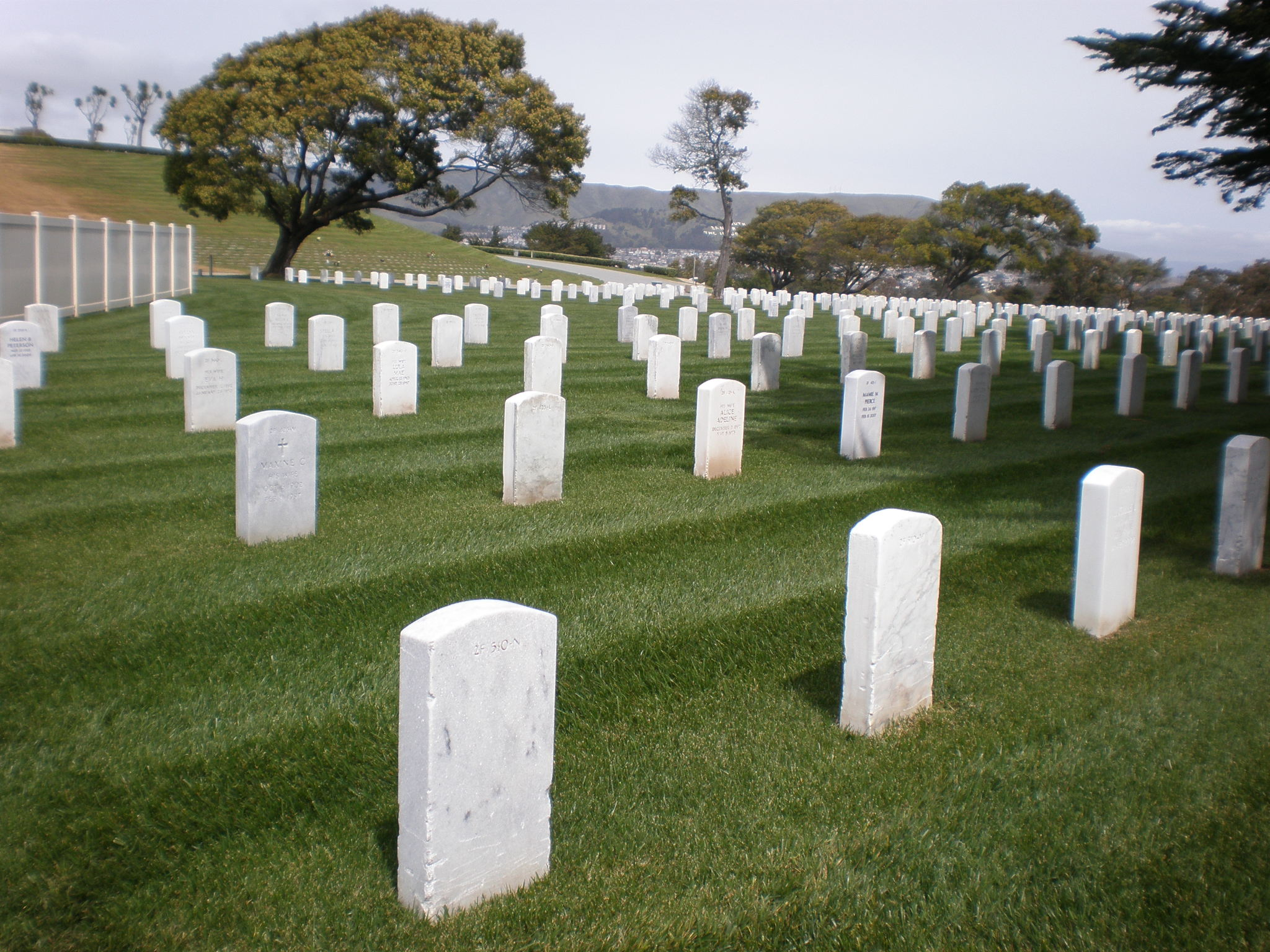
Il Golden Gate National Cemetery di San Bruno. In Silent Hill 2 James incontra Angela nel cimitero Toluca. La stessa ambientazione è visibile nel finale Leave.

Le località principali presenti a Silent Hill sono gli Appartamenti Wood Side e Blue Creek, l'ospedale Brookhaven, la prigione Toluca, il Labirinto e l'Hotel Lake View. La città è basata su San Bruno, in California.
Le vie della città traggono spunto da scrittori famosi: Lewis Carroll, Lindsey Davis, Thomas Harris, Ruth Rendell, John Sandford, Andrew Vachss e David Wiltse. Le opere di alcuni di questi autori sono stati fonte di ispirazione per tutta la serie.

### Appartamenti Wood Side
All'interno degli appartamenti James recupera una torcia su un manichino: l'uomo nota che i suoi vestiti ricordano quelli di Mary.
In questo luogo James fa il primo incontro con Pyramid Head. Dopo averlo visto attraverso le sbarre, lo incontrerà nuovamente nella stanza 307.

### Ospedale Brookhaven
Nell'ospedale sono presenti alcune cartelle cliniche che fanno riferimento ai personaggi del gioco. I nomi dei pazienti iniziano con la J di James. Alcuni documenti medici menzionano l'"altra parte", riferimento alla Silent Hill alternativa, presente in vari videogiochi della serie.
Laura non vede alcun mostro e per questo motivo chiude James all'interno di una stanza con tre creature mostruose. Masahiro Ito ha smentito il fatto che Mary sia stata una paziente presso l'ospedale.

### Società Storica di Silent Hill
Prima di raggiungere il museo, è possibile visitare nuovamente il "Neely's Bar". All'interno del locale è presente un nuovo messaggio, scritto con del sangue su una delle pareti, diretto a James.
All'interno della Società Storica sono presenti diversi quadri. Uno di essi rappresenta Pyramid Head. Gli altri quadri raffigurano l'ospedale Brookhaven, il suo direttore e un enorme buco, lo stesso in cui James è costretto a lanciarsi per giungere alla prigione. La discesa di James rappresenta l'accettazione del crimine commesso.

### Prigione Toluca
Nella prigione Toluca James troverà tre tavolette in tre punti diversi della prigione. Ognuna di queste ritrae una figura della mitologia azteca e si riferisce ad uno dei protagonisti del gioco. Le tavolette sono inoltre associate a tre dei sette peccati capitali.
In una delle celle è presente una creatura invisibile denominata "il prigioniero". All'interno della prigione è inoltre presente un dipinto che allude all'incendio sviluppatosi nell'Hotel Lake View.

### Labirinto
All'interno del labirinto James recupera l'arma di Pyramid Head. Nel labirinto è inoltre presente un ritaglio di giornale macchiato di sangue che fa riferimento all'omicidio di Thomas Orosco. La posizione del memo ricorda un dipinto del 1978 di Francis Bacon.
Nel cimitero al termine del labirinto sono presenti le lapidi di Walter Sullivan, antagonista di Silent Hill 4: The Room, di Miriam K., di James Sunderland, di Angela Orosco e di Eddie Dombrowski. Eddie verrà affrontato ed ucciso poco dopo dallo stesso James.

### Hotel Lake View
All'interno dell'hotel è presente l'ultimo enigma del gioco in cui sono coinvolti tre carillon raffiguranti altrettanti personaggi delle fiabe: Biancaneve, La sirenetta e Cenerentola.
Durante la visione della videocassetta, erano previste le urla di Mary soffocata da James. L'audio del video è stato rimosso nella versione finale del videogioco.

## Colonna sonora

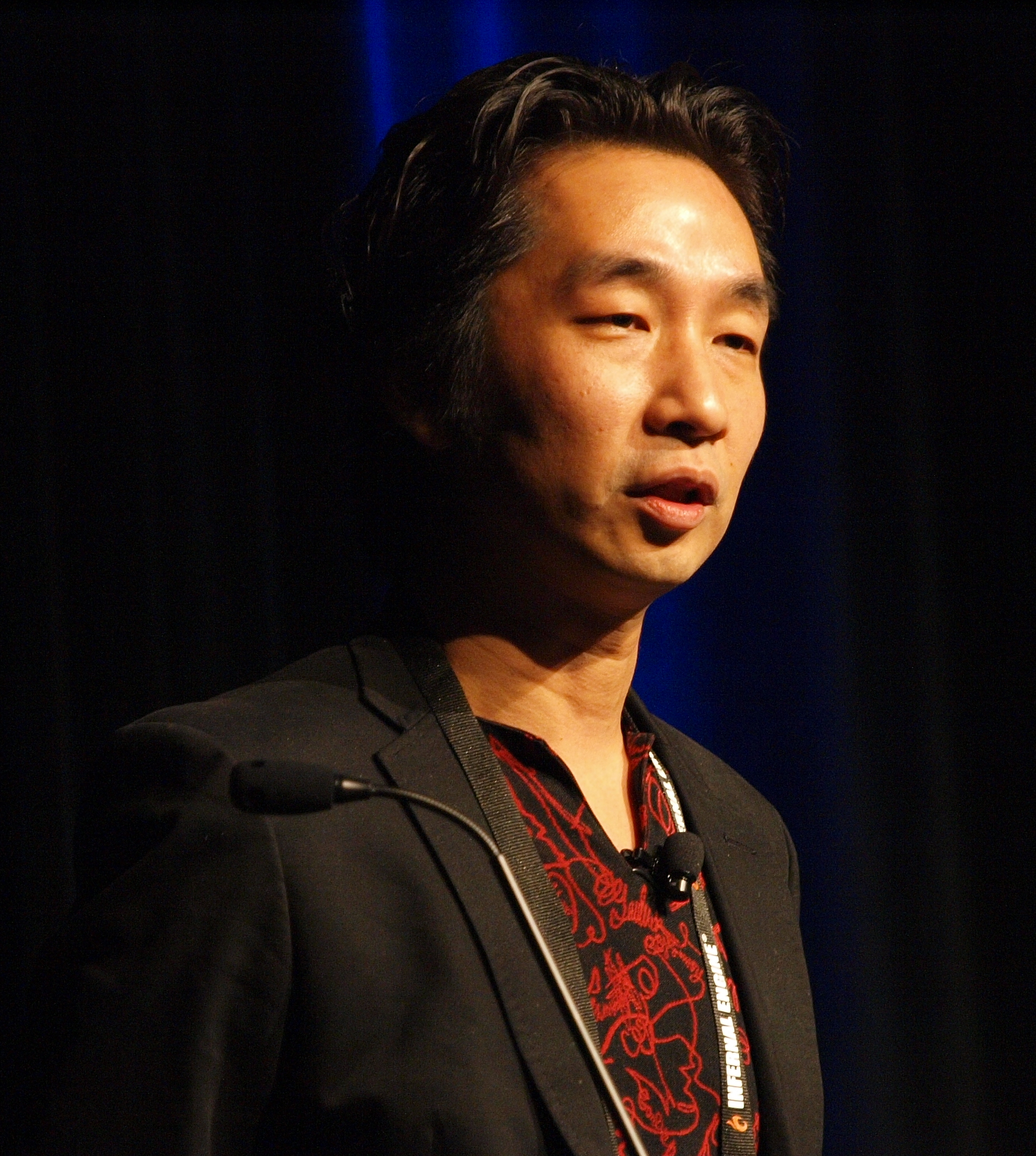
Akira Yamaoka

Nella versione europea di Silent Hill 2 per PlayStation 2 è stato distribuito un DVD contenente interviste, trailer e immagini promozionali del videogioco.
In The Making of Silent Hill 2 viene intervistato Akira Yamaoka, già autore della colonna sonora di Silent Hill. Il compositore ha dichiarato di aver composto il tema principale del videogioco, Theme of Laura, a casa sua, in tre giorni. Secondo Yamaoka la traccia "comunica la melanconia di Silent Hill 2" essendo la combinazione di una "melodia triste con un ritmo forte". Ha inoltre realizzato oltre 50 suoni, tra cui molti rumori di passi. Nonostante abbia analizzato i suoni di Resident Evil, il compositore si è concentrato sui momenti di silenzio.
Konami ha pubblicato la colonna sonora, composta da trenta tracce, il 3 ottobre 2001 sotto il titolo di Silent Hill 2 Original Soundtracks. Otto tracce compaiono nell'UMD The Silent Hill Experience.

### Silent Hill 2 Original Soundtracks
Musiche di Akira Yamaoka.
1. Theme of Laura – 3:24
2. White Noiz – 1:24
3. Forest – 1:43
4. A World of Madness – 1:47
5. Ordinary Vanity – 1:39
6. Promise (Reprise) – 1:45
7. Ashes and Ghost – 3:08
8. Null Moon – 2:50
9. Heaven's Night – 2:04
10. Alone in the Town – 2:19
11. The Darkness That Lurks in Our Mind – 1:16
12. Angel's Thanatos – 3:17
13. The Day of Night – 1:37
14. Block Mind – 1:12
15. Magdalene – 1:52
16. Fermata in Mistic Air – 2:16
17. Prisonic Fairytale – 1:54
18. Love Psalm – 4:26
19. Silent Heaven – 2:13
20. Noone Love You[71] – 1:32
21. Jacquelyn Breckenridge – The Reverse Will – 3:33
22. Laura Plays the Piano – 1:55
23. Terror in the Depths of the Fog – 4:31
24. True – 3:07
25. Betrayal – 2:30
26. Black Fairy – 1:12
27. Theme of Laura (Reprise) – 1:51
28. Overdose Delusion – 4:31
29. Pianissimo Epilogue – 1:37
30. Promise – 4:40

Durata totale: 73:05
Tra gli autori della colonna sonora figura "Aquila Jama O'ca", uno dei tanti pseudonimi utilizzati da Akira Yamaoka.

### The Reverse Will
Nella canzone The Reverse Will la doppiatrice di Laura, Jacquelyn Breckenridge, recita una filastrocca per bambini "Now I Lay Me Down to Sleep" in backmasking:
La traccia è usata nel finale Rebirth.

## Accoglienza
La versione per PlayStation 2 ha venduto oltre un milione di copie ad un mese dal lancio. Oltre alla colonna sonora, uno degli elementi più apprezzati del titolo è l'ambientazione claustrofobica. Viene invece criticato l'eccesso di munizioni e la facilità con cui è possibile evitare i nemici. Anche gli enigmi sono considerati relativamente impegnativi.
La rivista Play Generation diede alla versione per PlayStation 2 un punteggio di 93/100, trovandolo un gioco curato in ogni dettaglio, con una trama profonda, ritagliato su atmosfere angoscianti, ritenendolo in assoluto uno dei migliori titoli per PS2.